# Слон фон Неймана
Слон фон Неймана — в научном юморе физическая теория, которая содержит так много параметров, которые можно произвольно варьировать, что какая-то их комбинация неизбежно будет соответствовать любым экспериментальным результатам. Теория-слон тем самым является нефальсифицируемой и потому не относится к естественнонаучному знанию.

## Происхождение
Атрибуция метафоры Джону фон Нейману основана на воспоминаниях Фримена Дайсона, который в 1953 году после многолетней работы со своими студентами над псевдоскалярной мезонной теорией приехал к Энрико Ферми, чтобы рассказать ему о своих результатах (которые согласовывались с измерениями, сделанными Ферми). Ферми сказал, что в теоретической физике есть лишь два подхода к вычислениям: понимание физической природы процесса или наличие точного математического формализма, и работа Дайсона не идёт ни по одному из этих путей. Когда обескураженный Дайсон спросил Ферми, почему тому не кажется убедительным совпадение результатов вычислений и эксперимента, Ферми указал на наличие произвольных параметров в модели Дайсона и отметил:

мой друг Джонни фон Нейман говорил, что с четырьмя параметрами он может описать слона, а с пятым — заставить его махать хоботом
Оригинальный текст (англ.)my friend Johnny von Neumann used to say, with four parameters I can fit an elephant, and with five I can make him wiggle his trunk
— Энрико Ферми в пересказе Фримена Дайсона
Дайсон всё-таки дописал статью (студентам была нужна публикация), но после этого распустил группу и занялся другой областью физики.

## Влияние на науку
Метафора оказалась достаточно популярной для того, чтобы серьёзные научные работы использовали её в названии (англ. There is More Than One Way to Model an Elephant. Experiment-Driven Modeling of the Actin Cytoskeleton), а Американский журнал физики опубликовал в 2010 году статью, описывающую способ нарисовать двумерную слоноподобную кривую с помощью четырёх комплексных параметров; пятый параметр при этом определял положение «хобота».

## Другие слоны фон Неймана
Фон Нейман также использовал слона как синоним линейности и равновесия: слоны, состояния равновесия и линейные системы одинаково нечасто встречаются в природе, и потому высказывания о них нетривиальны, а соответствующие теории имеют смысл. Высказывания и теории о не-слонах в целом (а также неравновесиях и нелинейностях) неизбежно очень общи и потому практически бесполезны.